# Brezik Našički
Brezik Nasički (1900-ig Brezik) falu Horvátországban, Eszék-Baranya megyében. Közigazgatásilag Nekcséhez tartozik.

## Fekvése
Eszéktől légvonalban 48, közúton 56 km-re nyugatra, Diakovártól légvonalban 35, közúton 40 km-re északnyugatra, községközpontjától 3 km-re északnyugatra, Szlavónia középső részén, a Krndija-hegység északi lejtői alatt, a Szlavóniai-síkság szélén fekszik. A falunak négy utcája van, a leghosszabb, az egész falun áthaladó utca Jelačić bán nevét viseli.

## Története
A falu mezőgazdasági majorként a Pejacsevich grófok nekcsei uradalmának területén keletkezett a 19. század második felében. Első említése 1896-ban történt. Nevét nyírfáiról (horvátul: breza) kapta, mely nagy számban nőtt ezen a területen. Az első lakóház az uradalmi vadőr háza volt itt. Az első betelepülő család a Jasenica vidékéről érkezett hétgyerekes Baričević család volt. A településnek 1890-ben 62, 1910-ben 63 lakosa volt. Verőce vármegye Nekcsei járásához tartozott. Az 1910-es népszámlálás adatai szerint lakosságának 60%-a horvát, 32%-a magyar, 8%-a szerb anyanyelvű volt. Az első világháború után 1918-ban az új szerb-horvát-szlovén állam, majd később (1929-ben) Jugoszlávia része lett. Lakosságának zöme a két világháború között Dalmáciából és Likából betelepült horvátok és szerbek utódja. Lakói erdőirtással és földműveléssel foglalkoznak. Az élet minősége jelentősen javult 1965-től, amikor bevezették az elektromos áramot. 1972-ben elkészült az a makadámút, mely Breziket Nekcsével összekötötte. Nekcse városának segítségével 1986 és 2000 között kiépítették a teljes infrastruktúrát (aszfalt, telefon, szennyvíz, víz és gáz). 1991-ben lakosságának 87%-a horvát, 10%-a szerb nemzetiségű volt. 2011-ben 352 lakosa volt.

## Lakossága
| Lakosság változása | Lakosság változása | Lakosság változása | Lakosság változása | Lakosság változása | Lakosság változása | Lakosság változása | Lakosság változása | Lakosság változása | Lakosság változása | Lakosság változása | Lakosság változása | Lakosság változása | Lakosság változása | Lakosság változása | Lakosság változása |
| ------------------ | ------------------ | ------------------ | ------------------ | ------------------ | ------------------ | ------------------ | ------------------ | ------------------ | ------------------ | ------------------ | ------------------ | ------------------ | ------------------ | ------------------ | ------------------ |
| 1857               | 1869               | 1880               | 1890               | 1900               | 1910               | 1921               | 1931               | 1948               | 1953               | 1961               | 1971               | 1981               | 1991               | 2001               | 2011               |
| 0                  | 0                  | 0                  | 62                 | 38                 | 63                 | 35                 | 132                | 379                | 423                | 456                | 450                | 395                | 433                | 397                | 352                |

(1931-ig településrészként, 1948-tól önálló településként.)

## Nevezetességei
Szent Máté apostol tiszteletére szentelt római katolikus temploma 1984-ben épült a temető mellett. Tornya az innen elszármazott ausztráliai horvátok adományaiból épült. A nekcsei Szent Antal plébánia filiája. A temetőbe 1936-ban temetkeztek először.

## Oktatás
A falu tanulói a nekcsei Dora Pejačević általános iskolába járnak.

## Sport
- Az NK Brezik labdarúgóklubot 1959-ben alapították. A csapat a horvát 2. ligában szerepel.
- BK Brezik bocsaklub.

## Egyesületek
"Peti kotač" Brezik Našički oldtimer klub